# ورونیکا پاولویچ
ورونیکا پاولویچ (انگلیسی: Veronika Pavlovich؛ زادهٔ ۸ مهٔ ۱۹۷۸) یک بازیکن تنیس روی میز اهل بلاروس است. 
وی در مسابقات کشوری و بین‌المللی در مجموع برنده ۲ مدال برنز شده‌است.